# Гора Городовище (ботанічний заказник)
«Гора́ Городови́ще» — об'єкт природно-заповідного фонду Харківської області, ботанічний заказник місцевого значення.
Розташований біля села Смирнівка Лозівського району.
Загальна площа — 7,0 га.
Заказник утворений рішенням Харківської обласної ради від 21 березня 1995 року.
Відповідальний за охорону — Смирнівська сільська рада.

## Опис
Ботанічний заказник «Гора Городовище» є одним із найцінніших у созологічному відношенні малих об'єктів природно-заповідного фонду Харківської області.
Заказник розташований на схід від села Смирнівка на вершині гори Городовище. Гору з заходу, півдня та сходу охоплює річка Бритай.
Положення заказника в системі фізико-географічного районування — Орільсько-Самарська низовина.
Положення в системі природно-ландшафтного районування — лесові сильнорозчленовані схили височин і височинні рівнини з чорноземами звичайними малогумусними, ярами та балками, врізаними до кристалічних порід; лесові рівнини з чорноземами звичайними малогумусними в поєднанні з лучно-чорноземними і дерновими глейовими ґрунтами полів.
Ландшафт заказника являє собою крупногрядові сильнорозчленовані височини з чорноземами і дерновими щебенюватими ґрунтами на елювії щільних безкарбонатних і карбонатних порід у поєднанні з чорноземами звичайними.
Ґрунти — чорноземи та дернові щебенюваті.
Категорія земель — землі сільськогосподарського призначення — сіножаті.

### Флора
Об'єкт збереження — рідкісні та зникаючі рослини, що занесені до Червоної книги України, Червоного списку Харківської області, а також лікарські рослини.
Види, які зустрічаються в заказнику та занесені до Червоної книги України: ковила волосиста, сон чорніючий, тюльпан дібровний.
Види рослин, що занесені до Червоного списку Харківської області: горицвіт весняний, астрагал пухнастоцвітий, кермечник татарський, гіацинтик бліднуватий (Hyacinthella leucophaea), півники карликові, рястка Гуссона (Ornithogalum gussonei), барвінок трав'янистий.
Види цінних лікарських рослин: деревій майже звичайний (Achillea submillefolium), кульбаба лікарська, полин гіркий, суниці зелені, цмин пісковий, чебрець Маршаллів, шипшина щитконосна.
Рідкісні рослинні угрупування заказника, що занесені до Зеленої книги України — формація ковили волосистої.
Серед рослинності заказника поширені люцерна жовта (Medicago falcata), пирій повзучий, конюшина лучна, полин австрійський (Artemisia austriaca), фіалка триколірна, чебрець, адоніс, цикорій звичайний, кульбаба лікарська, деревій звичайний, перстач сріблястий, нонея темно-бура (Nonea pulla), шипшина.
Типи трав'янистої рослинності заповідної території:
- справжні степи;
- чагарникові степи;
- рослинність пісковиків;
- рослинність перелогів.

### Фауна
До ентомофауни заказника належать рідкісні види комах, що занесені до Червоної книги України: джміль глинистий, джміль вірменський, джміль пахучий (Bombus fragrans), вусач-коренеїд хрестоносець, синявець римнус, мелітурга булавовуса, махаон.
У заказнику мешкають види комах, які були в Червоній книзі України, але вилучені з неї в 2009 році, бо їх популяції були відновлені до безпечного рівня: сколія степова (Scolia hirta), рофітоїдес сірий (Rhophitoides canus).
До рідкісних видів комах заказника, що занесені до Червоного списку тварин Харківської області, належать богомол звичайний, бджола-номія різнонога (Nomia diversipes), меліта заяча (Melitta leporina), носатка панонська (Dictyophara pannonica), вусач-коренеїд кавказький (Pedestredorcadion cinerarium caucasicum), мереживниця Галатея (Melanargia galathea), мохнонога бджола срібляста (Dasypoda argentata).
Мисливські тварини, які зустрічаються на території заказника: заєць сірий, лисиця звичайна, єнот уссурійський, борсук європейський, свиня дика, сарна європейська.

## Дослідження
Дослідження можливостей оптимізації мережі територій та об'єктів природно-заповідного фонду Харківської області дозволили зробити рекомендації доцільності розширення ботанічного заказника «Гора Городовище» за рахунок приєднання територій, що знаходяться поряд і цікаві у созологічному відношенні.

## Заповідний режим
Мета створення заказника:
- збереження та відтворення залишків цілинної степової рослинності та рослин, занесених до Червоної книги України та обласного Червоного списку;
- підтримка загального екологічного балансу та забезпечення фонового моніторингу навколишнього природного середовища.

На території забороняється:
- проведення будь-якої господарської діяльності, яка може завдати шкоди заповідному об'єкту та порушити екологічну рівновагу;
- самочинна зміна меж та зміна охоронного режиму;
- знищення та пошкодження дерев, чагарників, трав'янистої рослинності, випасання та прогін худоби;
- будь-яке порушення ґрунтового покриву, видобування корисних копалин, будівництво, геологорозвідування, розорювання земель;
- меліоративні та будь-які інші роботи, що можуть привести до зміни гідрологічного режиму території заказника;
- знищення та зміна видового складу рослинності;
- збір рідкісних та занесених до Червоної книги України видів рослин, їх квітів і плодів;
- відвідування території заказника в період розмноження тварин і вигодівлі молоді (з травня до липня);
- організація місць відпочинку, розведення вогнищ;
- прохід та проїзд автотранспорту через територію заказника поза межами доріг, стежок;
- надання земельних ділянок під забудову;
- використання хімічних речовин для боротьби зі шкідниками та хворобами рослин;
- зберігання на території заказника (та в двокілометровій зоні навкруги) всіх видів пестицидів та агрохімікатів;
- інші види робіт, що можуть привести до порушення природних зв'язків та природних процесів, втрати наукової, господарської, естетичної цінності природного комплексу заказника.

Дозволяється на території заказника:
- систематичні спостереження за станом природного комплексу;
- проведення комплексних досліджень;
- проведення екологічної освітньо-виховної роботи.

Всі види природокористування на території заказника здійснюються за дозволами Державного управління екології та природних ресурсів в Харківській області.